# 八千代エンジニヤリング
八千代エンジニヤリング株式会社（Yachiyo Engineering Co., Ltd.）は、東京都台東区に本社を置く大手総合建設コンサルタント会社。なお、一般機械器具製造業の川重八千代エンジニアリング株式会社とは無関係。

## 沿革
- 1963年1月　東京都港区溜池に八千代エンジニヤリング株式会社を設立。
- 1965年10月　本店を東京都中野区本郷通に移転。
- 1967年6月　本店住所表示が東京都中野区弥生町に変更される。
- 1972年1月　本店を東京都目黒区中目黒に移転。
- 1999年6月　ISO 9001全社認証取得。
- 2001年2月　ISO 14001全社認証取得。
- 2004年7月　本社を東京都新宿区西落合に移転。
- 2015年10月　本社を東京都台東区浅草橋に移転。

## 組織
- 経営企画本部
- 事業開発本部
- 技術推進本部
- 総合事業本部
- 国際事業本部
- 北日本支店
- 北陸支店
- 名古屋支店
- 大阪支店
- 広島支店
- 九州支店

## 関連会社
- 株式会社ワイ・テック
- 八千代グリーンエナジー株式会社